# 克里斯托弗·彼得松
克里斯托夫·皮特森（瑞典語：Kristoffer Peterson；1994年11月28日—）是一位瑞典足球運動員，在場上的位置是邊鋒。現效力於荷甲球隊幸運薛達，他曾效力烏德勒支足球俱樂部、利物浦足球俱樂部。